# Atlapetes tricolor
Atlapetes tricolor là một loài chim trong họ Emberizidae.